# Vieux-Champagne
Vieux-Champagne è un comune francese di 183 abitanti situato nel dipartimento di Senna e Marna nella regione dell'Île-de-France.

## Società

### Evoluzione demografica
Abitanti censiti